# Jeanne de Valois-Saint-Rémy
Jeanne de Valois-Saint-Rémy, comtessa de Lamotte (Fontette, 22 de juliol de 1756 - Londres, 23 d'agost de 1791) fou una aventurera francesa, filla d'una família de la baixa noblesa vinguda a menys, que es feu cèlebre per la seva participació en el famós Assumpte del collar.
Descendia d'Enric de Valois-Saint-Rémi, fill natural d'Enric II. Jeanne fou enviada pels seus pares a l'abadia de Longchamp, d'on s'escapoli junt amb el seva germana, que estava en el mateix establiment. Conegué més tard un noble de províncies, Marc Antoine Nicholas de Lamotte, gendarme del rei i d'equívoca conducta. Es casà amb ell i tots dos es traslladaren a París, entrant en relacions amb el cardenal Louis-René Rohan, que desenvolupà el principal paper en el susdit assumpte, que tanta ressonància assolí.
El 31 de maig de 1786 fou condemnada a ser marcada amb un ferro roent i a ser fuetejada públicament. Reclosa en la Salpêtrière a cadena perpètua, aconseguí escapar-se'n un any més tard i passà a Londres, on es trobava el seu marit, que també havia estat condemnat a galeres per contumàcia, sent ambdós objecte de les persecucions de la policia.
Un matí fou trobada moribunda al carrer, al qual s'havia llençat des d'un tercer pis. Després de la seva mort Nicholas de Lamotte retornà a París i morí quaranta anys més tard en un hospital.
La comtessa de Lamotte va escriure unes Memoires justificatives (Londres, 1789), i una Autobiografia (1793), la primera edició de la qual fou destruïda per la policia.